# Хайнрих Бабенберг
Хайнрих Бабенберг (на немски: Heinrich; † 935) е граф през 912 – 934 г.

## Живот
Той е син на граф Адалберт фон Бабенберг († 9 септември 906, екзекутиран) или на Адалхард († 903, екзекутиран) или на Хайнрих († 902/903). Той е внук на Хайнрих, херцог на Франкония, от род Попони, и на Ингелтруда († 870) от род Унруохинги, дъщеря на Гизела и внучка на Лудвиг Благочестиви и Юдит Баварска и е сестра на Беренгар I (915 г. римски император, † 924). Хайнрих е племенник на Хадвига Бабенбег, майката на император Хайнрих I Птицелов (упр. 919 – 936).
Хайнрих преживява боевете от 902 г. между родовете Конрадини и франкските Бабенберги, на които баща му е командир. Баща му убива в битката през 906 г. Конрад Стари. След това Попоните загубват всичките си служби и цялата си собственост в Херцогство Франкония.
Той е вероятно прародител на Швайнфуртските графове и на младата Бабенбергска линия.

## Деца
Той е баща на:
- Хайнрих I († 3 юли 964, Рим), 956 архиепископ на Трир
- Попо I († 14/15 февруари 961), 931 – 940 кралски канцлер, 941 – 961 епископ на Вюрцбург
- Бертхолд († 15 януари 980), 941 граф, 960 г. на Раденцгау, 976 маркграф, 980 граф в Източна Франкония; ∞ 942/943 Еилисвинта (Еила) от Валбек († 19 август 1015), дъщеря на граф Лотар II, родители на род Швайнфурти